# Anisodes diffusa
Anisodes diffusa är en fjärilsart som beskrevs av W. Warren 1900. Anisodes diffusa ingår i släktet Anisodes och familjen mätare. Inga underarter finns listade i Catalogue of Life.